# Chester Nimitz
Chester William Nimitz (ur. 24 lutego 1885 we Fredericksburgu, zm. 20 lutego 1966 w Yerba Buena Island w stanie Kalifornia) – amerykański admirał, oficer okrętów podwodnych i nawodnych. W latach 1941–1945 dowódca Floty Pacyfiku, zaś po zakończeniu II wojny światowej szef operacji morskich United States Navy.
Po japońskim ataku na Pearl Harbor, decyzją prezydenta Franklina Roosevelta, odpowiedzialny za prowadzenie wojny na Pacyfiku i pokonanie Japonii.

## Pochodzenie i wczesna młodość
Chester William Nimitz pochodził z rodziny niemieckich imigrantów, której udokumentowany rodowód sięgał XIII wieku i związany był najpierw z Inflantami, a później z obecnym Pomorzem Szczecińskim. Jego dziad Carl Heinrich Nimitz przybył do Teksasu w 1844 roku, gdzie zmienił imiona na Charles Henry i wraz z grupą innych niemieckich imigrantów na obszarach Komanczów założył osadę Fredericksburg. Dziadek późniejszego admirała początkowo pracował jako księgowy w tartaku, później zaś wybudował hotel, który dzięki swojemu położeniu na szlaku wędrujących na zachód osadników na długo stał się głównym źródłem utrzymania całej rodziny. Ojciec Chestera zmarł kilka miesięcy przed jego narodzinami. Kilka lat później jego matka ponownie wyszła za mąż, ale to dziadek Nimitza był tym, który sprawował nad nim najdłużej opiekę i wychowanie.
W czasie wojny secesyjnej Nimitzowie podobnie jak cały Teksas opowiedzieli się po stronie Konfederacji. Sympatie polityczne i niechęć do Unii pozostały w rodzinie Chestera do czasów jego małżeństwa z Catherine Vance. Podobnie jak większość mieszkańców Fredericksburga, która wciąż kultywowała tradycje niemieckie, Nimitz wychował się jako dziecko dwujęzyczne.
Nimitz już w wieku 8 lat podjął pierwszą pracę – za dolara tygodniowo dostarczał mięso w firmie brata matki. Po ukończeniu szkoły średniej latem 1900 młody Chester rozpoczął starania o możliwość przystąpienia do wstępnych egzaminów do szkoły oficerskiej. Jego początkowa próba wstąpienia do West Point została odrzucona. W ówczesnych Stanach Zjednoczonych obowiązywały limity przyjęć do szkół oficerskich, a każdy wniosek musiał uzyskać akceptację kongresmena z okręgu, z którego miał pochodzić kadet.

## Kariera wojskowa

### Akademia i pierwsze lata
Był rozczarowany odrzuceniem prośby o możliwość wstąpienia do West Point, wkrótce jednak uzyskał zgodę na złożenie wniosku na egzaminy do Akademii Marynarki. Pokonał wszystkich lokalnych konkurentów na egzaminie wstępnym. Uzyskał dzięki temu prawo do odbycia dwumiesięcznego szkolenia w Annapolis, które stało się przepustką do wstąpienia w szeregi kadetów. 7 września 1901 Chester W. Nimitz został zaprzysiężony jako kadet Akademii Marynarki, którą ukończył 30 stycznia 1905 z 7. wynikiem w gronie 114 promowanych kadetów. Niemal natychmiast po promocji udał się do San Francisco, gdzie zaokrętował się na świeżo zbudowany pancernik „Ohio”, który jako okręt flagowy Amerykańskiej Floty Azjatyckiej wypłynął na Daleki Wschód. W tym czasie trwała tam wojna między Japonią a Cesarstwem Rosyjskim, zakończona rozbiciem Floty Bałtyckiej w bitwie pod Cuszimą.
W bitwie tej uczestniczył i został ranny późniejszy dowódca Floty Japońskiej w pierwszym okresie wojny na Pacyfiku – Isoroku Yamamoto. Zakończenie wojny i podpisanie pokoju cesarz Japonii Mutsuhito uczcił wydając przyjęcie, na które oprócz dowódców zwycięskiej floty zaproszono przebywającą w Japonii kadrę oficerską „Ohio”. Ponieważ większość wyższych oficerów pancernika odmówiła udziału w uroczystości, jego dowódca wysłał na dwór cesarski kilku kadetów, w tym Nimitza. Na przyjęciu Nimitz poznał osobiście zwycięskiego admirała Togo. To pierwsze i jedyne spotkanie wywarło duże wrażenie na młodym kadecie, który już do końca żywił wobec niego wielki szacunek. Znamiennym przykładem jest fakt, że po zakończeniu wojny na Pacyfiku admirał rozkazał ustawić warty przy pancerniku-muzeum „Mikasa”, który w bitwie pod Cuszimą pełnił rolę okrętu flagowego. Miało to zapobiec grabieży pamiątek, których zaczęły się dopuszczać amerykańskie wojska okupacyjne. We wrześniu 1906 został przeniesiony na krążownik USS „Baltimore”, na którym pełnił służbę aż do otrzymania pierwszego oficerskiego awansu.
Awans otrzymał 31 stycznia 1907 i zbiegł się on z powierzeniem Nimitzowi pierwszego samodzielnego dowództwa okrętu – eks-hiszpańskiej kanonierki USS „Panay” (PR-5). Niedługo potem admiralicja powierzyła 22-letniemu podporucznikowi objęcie dowodzenia niszczycielem USS „Decatur” (DD-5). Jak na ówczesne warunki był to awans błyskawiczny. Dla porównania admirał King jako oficer pierwsze dowództwo niszczyciela objął w wieku 36 lat, a admirał Halsey mając lat 30.
Wypadek jakim było wprowadzenie 7 lipca 1908 na wodach Zatoki Manilskiej okrętu na mieliznę, nie przeszkodził w dalszej karierze Nimitza i 18 miesięcy później otrzymał awans na kapitana z pominięciem stopnia porucznika. Wpłynął jednak na jego dalszą karierę dowódczą, ucząc go wyrozumiałości względem popełniających błędy podwładnych. Od stycznia 1909 rozpoczął służbę we flotylli okrętów podwodnych. Dowodząc kolejno różnymi okrętami stał się prekursorem i jednym z pierwszych orędowników zastąpienia w okrętach podwodnych silników benzynowych silnikami wysokoprężnymi.
W 1913 admiralicja wysłała Nimitza do Niemiec celem zapoznania się z ich osiągnięciami w dziedzinie montażu silników wysokoprężnych na okrętach. Po powrocie do Stanów pracował przez jakiś czas w Wydziale Napędów nowojorskiej stoczni marynarki przy budowie pierwszego tankowca napędzanego silnikami Diesla. Stał się w tym okresie jednym z największych ekspertów w tej dziedzinie wśród kadry oficerskiej. W tym czasie zdarzyły się dwa wypadki, które nadszarpnęły jego zdrowie. Najpierw zawaliło się na niego drewniane rusztowanie, a kilka tygodni później stracił połowę jednego palca.

### I wojna światowa
Przystąpienie Stanów Zjednoczonych do wojny zastało go na stanowisku zastępcy dowódcy i głównego mechanika na tankowcu „Maumee”. Nimitz i dowodzący jednostką komandor Dinger stali się pomysłodawcami, a następnie jako pierwsi zrealizowali ideę tankowania okrętów w ruchu, na pełnym morzu. Od sierpnia 1917 Nimitz pełnił funkcję doradcy ds. technicznych przy Dowództwie Sił Podwodnych floty Atlantyku, a w lutym 1918 został szefem sztabu tych sił.

### Okres międzywojenny
Na przełomie 1918 i 1919 Nimitz pracował w Komisji ds. projektów okrętów podwodnych przy Biurze Szefa Operacji Morskich. Następnie przez kolejny rok – do czerwca 1920 był zastępcą dowódcy pancernika „South Carolina”. W lipcu 1920, mając początkowo do pomocy jedynie czterech bosmanów, otrzymał polecenie zbudowania w Pearl Harbor bazy okrętów podwodnych. Wywiązał się z tego zadania w pół roku, choć wiele materiałów budowlanych zdobywano nie całkiem legalnymi sposobami z innych jednostek armii. Zyskał wtedy opinie doskonałego organizatora, który potrafi zrobić „coś z niczego”.
W latach 1922–1923 studiował w Naval War College, który kształcił wyższych oficerów marynarki. Również tam Nimitz stał się jednym z prekursorów nowych rozwiązań w dziedzinie taktyki wojskowej. Jego analizy przebiegu bitwy jutlandzkiej doprowadziły do opracowania tzw. „szyku kołowego” zespołu okrętów, który na kilka dziesięcioleci stał się obowiązującym standardem przyjętym przez wszystkie floty jeszcze przed wybuchem II wojny.
W październiku 1925, gdy admirał Robinson objął stanowisko głównodowodzącego Flotą Stanów Zjednoczonych, Nimitz przez rok pełnił funkcje jego adiutanta, szefa sztabu i oficera taktycznego. Kiedy w lipcu 1926 Kongres powołał do życia Korpus Rezerw Marynarki, Nimitz został oddelegowany na Uniwersytet Kalifornijski w Berkeley, gdzie przez trzy lata najpierw utworzył jednostkę, a potem kształcił przyszłych oficerów rezerwy Marynarki. W 1929 wrócił na stanowisko w marynarce, obejmując dowództwo dywizjonu okrętów podwodnych w San Diego, a przez następne dwa lata od 1931 dowodził flotą 35 zdjętych ze stanu niszczycieli.
Następnie od października 1933 do kwietnia 1935 dowodził krążownikiem USS „Augusta” (CA-31) stacjonującym na Dalekim Wschodzie. Po powrocie do USA objął obowiązki szefa Biura Nawigacji, co pozwoliło mu na uzyskanie doświadczenia w poruszaniu się w środowisku najwyższych oficerów marynarki oraz polityków, z prezydentem Stanów Zjednoczonych włącznie.
W czerwcu 1938 – na krótko objął dowództwo drugiego zespołu krążowników w San Diego, a zaraz potem powierzono mu dowództwo zespołu pancerników.

### II wojna światowa
Japoński atak na Pearl Harbor i tym samym przystąpienie Stanów Zjednoczonych do wojny, zastał Nimitza na stanowisku szefa Biura Nawigacji, które objął wiosną 1939. 16 grudnia 1941 z rekomendacji ówczesnego sekretarza marynarki wojennej Williama Knoxa prezydent Roosevelt zdecydował się powierzyć mu dowództwo floty Pacyfiku. Propozycję objęcia tego stanowiska Nimitz otrzymał już w 1940, jednak odrzucił ją tłumacząc głównie względami starszeństwa. Wśród admirałów marynarki, było bowiem kilkunastu starszych od niego rangą. Późniejsze wydarzenia pokazały, że była to jedna z najtrafniejszych decyzji w jego karierze. Decyzją prezydenta Roosevelta Nimitz otrzymał jednak stanowisko Comander in Chief of the Pacific Fleet (CinCPac) już rok później, kiedy po japońskim ataku na Pearl Harbor zastąpił odwołanego admirała Husbanda Kimmela.

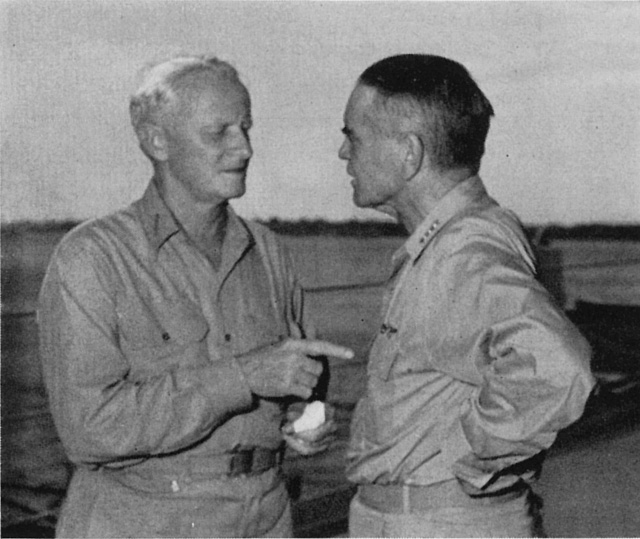
Adm. Nimitz z wadm. Williamem Halseyem w 1943 roku. Po zdymisjonowaniu adm. Roberta Ghormleya, Nimitz powierzył ogólne dowództwo kampanii na Salomonach bardzo cenionemu przez niego i uważanemu powszechnie za najlepszego dowódcę zespołów uderzeniowych lotniskowców Halseyowi.

Przejęcie dowództwa miało miejsce 31 grudnia 1941 roku na okręcie podwodnym USS „Grayling” (SS-209). Jego przybycie do Pearl Harbor tuż po utracie przez Stany Zjednoczone wyspy Wake, zbiegło się z niezwykle szybkim tempem japońskich podbojów w Azji Południowo-Wschodniej.
Admirał Chester Nimitz objął dowództwo Floty Pacyfiku w sytuacji, gdy ta znacznie ustępowała flocie japońskiej liczbą okrętów każdej z głównych klas, zaś większość amerykańskiego sprzętu wojskowego była przestarzała w stosunku do swoich japońskich odpowiedników. Przy oddanej sobie w dowództwo dwukrotnie od japońskiej słabszej flocie, admiral Nimitz znalazł się w sytuacji gdy zgodnie z ustaloną podczas konferencji „Arcadia” w Waszyngtonie zasadą, oficjalnym priorytetem Stanów Zjednoczonych była Europa i doktryna „Germany First” (Niemcy pierwsze), która zmuszała USA do kierowania większości sił i środków do działań na europejskim teatrze wojennym, podczas gdy do czasu pokonania III Rzeszy, na Pacyfiku USA miały prowadzić jedynie działania powstrzymujące Japonię.

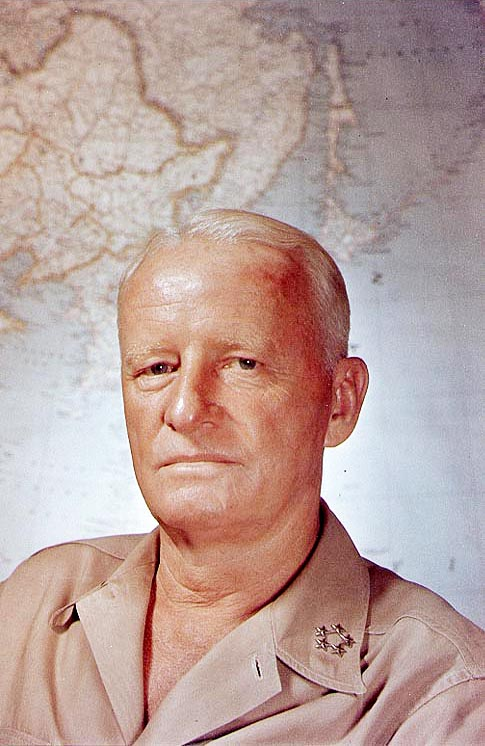
Adm. Chester Nimitz w 1945.

Po objęciu dowództwa Floty Pacyfiku, usiłował podnieść upadłe po japońskim ataku morale podległych sobie sił. W tym celu m.in. zachował na dotychczasowych stanowiskach większość członków sztabu admirała Kimmela. Nie ulegał też naciskom swojego bezpośredniego przełożonego – dowódcy United States Navy – admirała Ernesta Kinga, na zwalnianie dowódców zespołów zadaniowych floty (Task Force), którzy jego zdaniem nie wykazywali się wystarczającym stopniem agresywności. Sam admirał King, który był oponentem nominacji Nimitza na najwyższe dowództwo Floty Pacyfiku, uważał go za zanadto miękkiego, nie dość twardego, aby poradzić sobie na tym stanowisku. Okres służby Nimitza jako CinCPac upłynął wobec tego na balansowaniu między naciskami ze strony dowódcy floty, a jego własną wizją prowadzenia wojny przeciw Japonii. Rywalizował również z generałem Douglasem MacArthurem uważającym, że to amerykańska armia powinna odgrywać wiodącą rolę na wojnie na Pacyfiku.

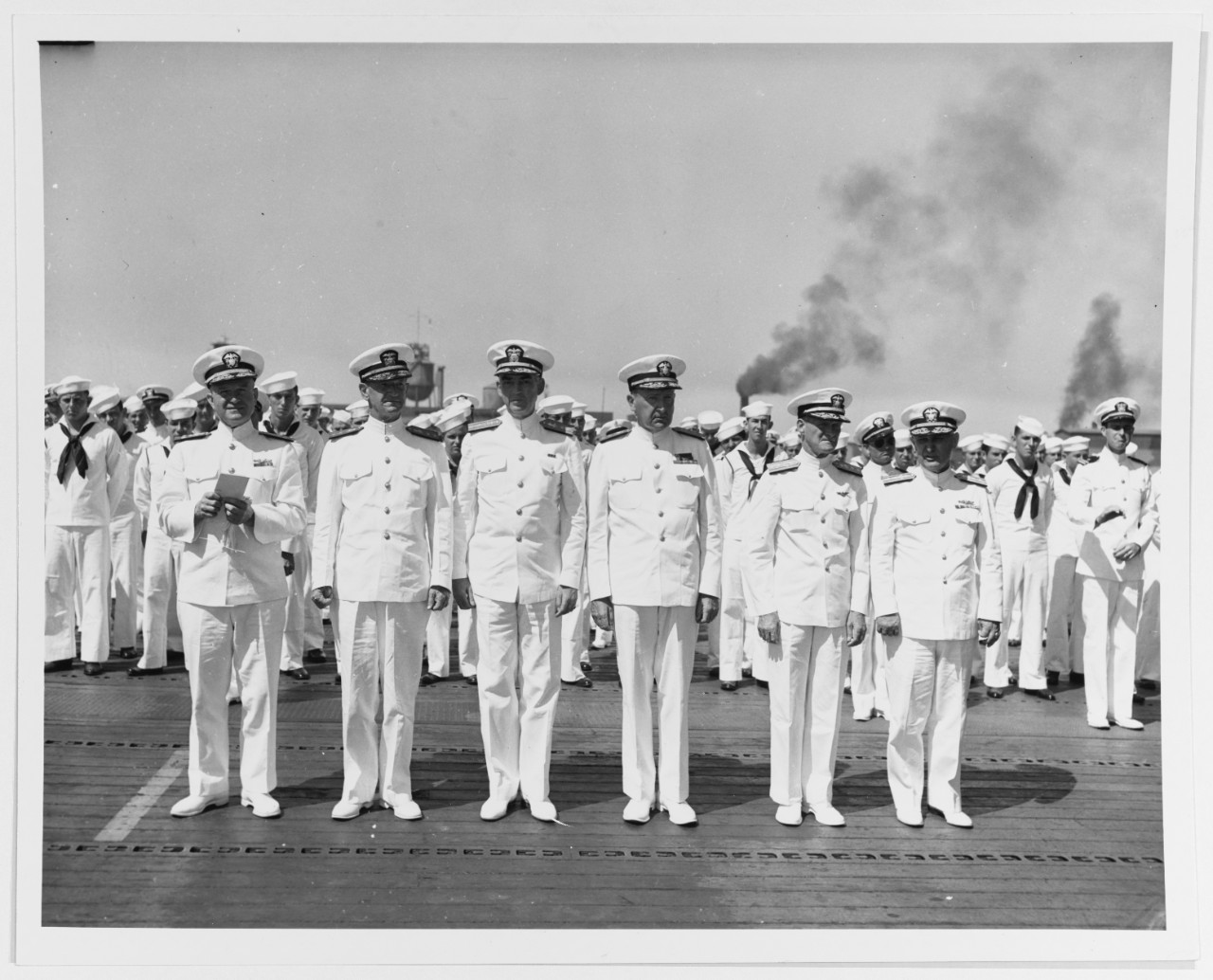
Ceremonia dekoracji po zwycięskiej bitwie pod Midway. W grupie oficerów m.in. admirałowie Frank Fletcher, Thomas Kinkaid, William Smith i Marc Mitscher. Każdy z nich był przez pewien czas zachowywany na stanowisku, mimo nacisków adm. Kinga.

Nimitz był autorem planu nękania Japonii za pomocą przeprowadzonych w pierwszej połowie 1942 roku rajdów amerykańskich lotniskowców na wysunięte japońskie placówki na Pacyfiku, które razem z narzuconym mu rajdem na Tokio, doprowadziły do powzięcia w Japonii decyzji o wydaniu amerykańskim lotniskowcom walnej bitwy pod Midway, która zakończyła się katastrofą floty japońskiej. Będące jej efektem względne wyrównanie sił Floty Pacyfiku i floty japońskiej, umożliwiło podjęcie przez Stany Zjednoczone decyzji o pierwszej operacji zaczepnej na wyspach Salomona. Krwawe sześciomiesięczne walki kampanii na Salomonach, doprowadziły do nadwyrężenia kręgosłupa floty japońskiej i umożliwiły przystąpienie przez Stany Zjednoczone do generalnej ofensywy na Pacyfiku.
Charakteryzujący Nimitza „miękki” styl dowodzenia, który wysłuchiwał swoich bezpośrednich podwładnych przed samodzielnym podjęciem decyzji, rozdzielał między nich zadania przyznając im dużą dozę samodzielności, a jednocześnie – wbrew presji ze strony adm. Kinga – nie pozbawiał stanowiska przy pierwszym niepowodzeniu, zjednywał mu ludzi i wyzwalał w nich potencjał własnej inicjatywy w realizacji wyznaczonych zadań. Styl ten stał się podstawą amerykańskiego sukcesu w wojnie przeciw Japonii, zwłaszcza w czasie najcięższych miesięcy wojny w 1942 roku, gdy wychodząca dopiero ze skutków Wielkiego Kryzysu, a jednocześnie kierująca większość zasobów dla potrzeb wojny w Europie amerykańska gospodarka, nie była jeszcze w stanie należycie zaopatrzyć amerykańskich sił na Pacyfiku. Nie istniała jeszcze bowiem wówczas kolosalna amerykańska przewaga gospodarcza nad Japonią, jaka charakteryzowała sytuację w latach 1944–1945, zaś jeszcze jesienią 1942 roku, broniąca się na Guadalcanalu 1. dywizja marines, cierpiała nawet na braki amunicji strzeleckiej.
2 września 1945 roku na pokładzie pancernika „Missouri” w imieniu rządu Stanów Zjednoczonych admirał Chester Nimitz podpisał kapitulację Japonii.

### Okres po II wojnie
15 grudnia 1945, mimo sprzeciwów i niechęci ówczesnego sekretarza marynarki Jamesa Forrestala, został mianowany szefem operacji morskich (Chief of Naval Operations – najwyższe stanowisko w marynarce USA), którym był równo dwa lata.
Przez pewien czas po zakończeniu kariery w marynarce Nimitz był zaangażowany jako mediator z ramienia ONZ w sporze między Indiami a Pakistanem o Kaszmir.

## Życie prywatne
9 kwietnia 1913 Nimitz ożenił się z Catherine Vance Freeman, z którą pozostał aż do śmierci. Miał z nią czworo dzieci – trzy córki (Catherine Vance, Annę Elizabeth „Nancy” i Mary Manson) oraz syna. Chester William Junior (ur. 1915) w czasie II wojny pełnił służbę w US Navy jako dowódca okrętów podwodnych na Pacyfiku.

## Śmierć

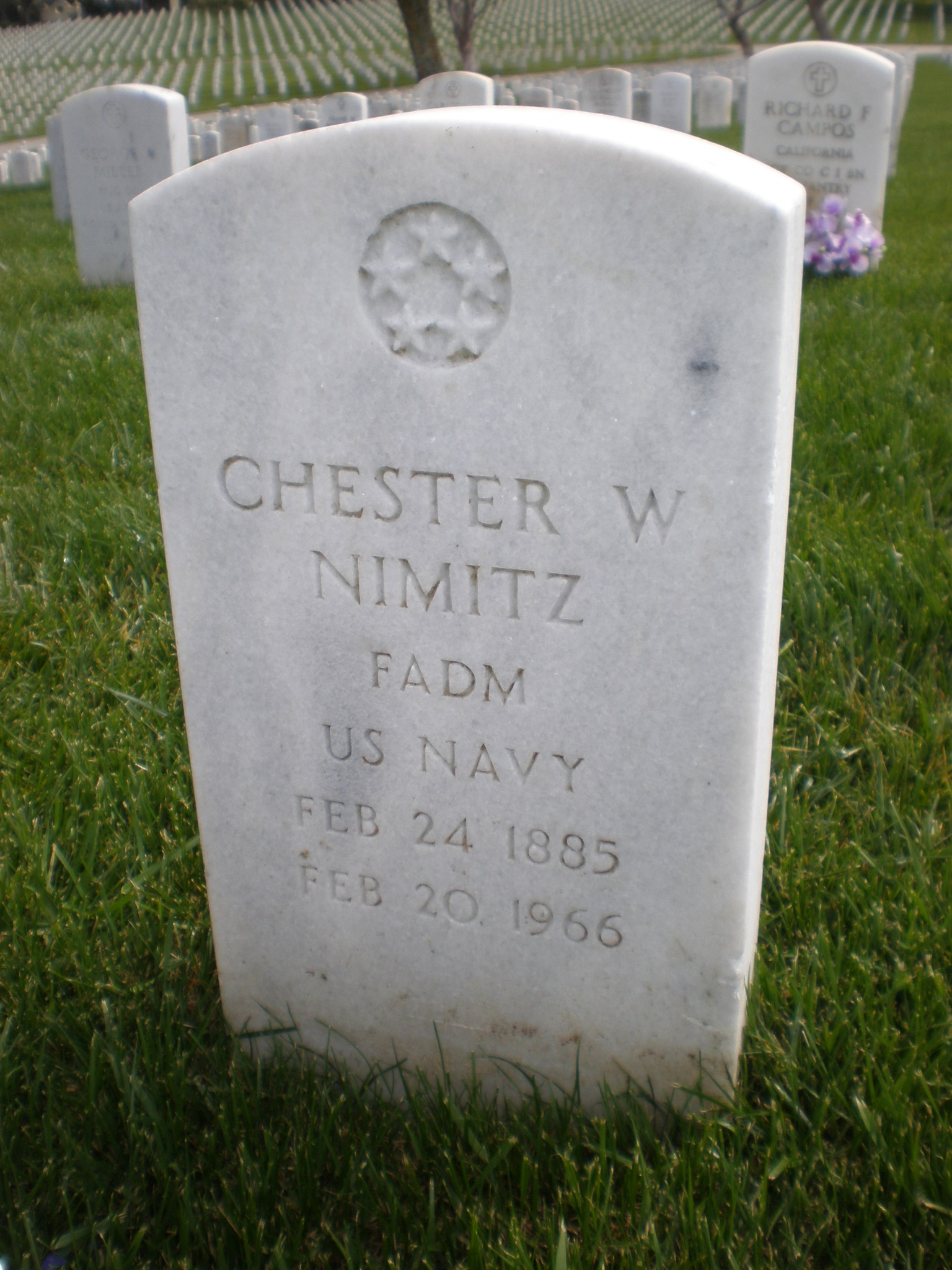
Płyta nagrobkowa adm. Nimitza.

Admirał zmarł 20 lutego 1966 w swoim domu w Yerba Buena Island niedaleko San Francisco. Pomimo przysługującego mu pogrzebu na cmentarzu bohaterów wojennych w Arlington, zgodnie z jego życzeniem został pochowany w San Bruno koło San Francisco. W późniejszych latach obok niego spoczęli niektórzy admirałowie, którzy przez okres wojny na Pacyfiku pracowali w jego sztabie i dowodzili zespołami floty amerykańskiej, m.in. Raymond Spruance, Charles Lockwood i Richmond K. Turner. Pochówek admirałów na jednym cmentarzu został zawczasu zaaranżowany przez samych admirałów za ich życia.

## Awanse
- Ensign – 7 stycznia 1907
- Lieutenant, Junior Grade
- Lieutenant – 31 stycznia 1910
- Lieutenant Commander – 29 sierpnia 1916
- Commander – 1 lutego 1918
- Captain – 2 czerwca 1927
- Rear Admiral – lower half
- Rear Admiral – upper half – 23 czerwca 1938
- Vice Admiral
- Admiral – 31 grudnia 1941
- Fleet Admiral – 19 grudnia 1944

## Ordery i odznaczenia
- Submarine Warfare Insignia
- Medal Marynarki Wojennej za Wybitną Służbę – czterokrotnie
- Medal Sił Lądowych za Wybitną Służbę
- Srebrny Medal za Uratowanie Życia
- Medal Zwycięstwa I Wojny Światowej
- Medal Amerykańskiej Służby Obronnej
- Medal Kampanii Azji-Pacyfiku
- Medal Kampanii Amerykańskiej
- Medal Zwycięstwa w II Wojnie Światowej
- Medal Amerykańskiej Służby Obronnej
- Order Wyzwoliciela San Martina (Argentyna)
- Krzyż Wielki Orderu Korony (Belgia)
- Krzyż Wojenny z brązową palmą (Belgia)
- Order Zasługi Marynarki Wojennej (Brazylia)
- Order Abdóna Calderóna I klasy (Ekwador)
- Philippine Medal of Valor (Filipiny)
- Medal Wyzwolenia Filipin (Filipiny)
- Oficer Legii Honorowej (Francja)
- Krzyż Wielki Orderu Jerzego I (Grecja)
- Order Oranje-Nassau (Holandia)
- Krzyż Wielki Orderu Carlosa Manuela de Céspedesa (Kuba)
- Wielka Wstęga Specjalna Orderu Drogocennego Trójnogu (Republika Chińska)
- Honorowy Rycerz Krzyża Wielkiego Orderu Łaźni (Wielka Brytania, 1945)[7]
- Gwiazda Pacyfiku (Wielka Brytania)
- Kawaler Krzyża Wielkiego Orderu Wojskowego Włoch (Włochy)